# Lake Moore (Western Australia)
Lake Moore är en sjö i Australien. Den ligger i delstaten Western Australia, omkring 310 kilometer nordost om delstatshuvudstaden Perth. 
Omgivningarna runt Lake Moore är i huvudsak ett öppet busklandskap. Trakten runt Lake Moore är nära nog obefolkad, med mindre än två invånare per kvadratkilometer. Genomsnittlig årsnederbörd är 346 millimeter. Den regnigaste månaden är januari, med i genomsnitt 68 mm nederbörd, och den torraste är december, med 7 mm nederbörd.